# Joseph W. Sarno
Joseph W. „Joe“ Sarno (* 15. März 1921 in Brooklyn; † 26. April 2010 in New York City) war ein US-amerikanischer Regisseur, Produzent und Drehbuchautor. Sarno zählt neben Russ Meyer und Radley Metzger zu den Pionieren des Sexploitation-Filmgenres der 1960er Jahre.

## Pseudonyme
Die meisten seiner Filme der 1960er und 1970er produzierte Sarno unter seinem Spitznamen Joe Sarno.
Ab Mitte der 1970er Jahre drehte er unter Pseudonymen. Diese waren: Arthur Kraus, Buck Wilson, Charles Knox, Curtis Hollingwood, Dick Kuzman, Eric/Erik Anderson, Francis X. Bush, Francis Healy, Hammond Thomas, Irving Weiss, Jeff La Touche, Joan Fairley, Joe Smythe, John Parkham, Karl Andersson, Kenneth Morse, Kurt Mondal, Lawrence Henning, Leif Knullar, Lester Jordan, Louis Roman, Louis Warren, Monica Fitta, Otis Hamlin, Peter Verlon, Peter Walsh und Tom Scanlon.

## Leben
Sarnos Cousin ist der Film- und Fernsehschauspieler Joseph Minieri, besser bekannt als Joe Santos, der wiederum der Vater des Regisseurs und Produzenten Perry Santos ist.
Sarno diente während des Zweiten Weltkriegs in der US Navy. Seinen ersten Film im Erwachsenenbereich drehte er 1961. Viele seiner Werke der 1970er und 1980er Jahre sind den Genres Sex- und Pornofilm zuzuordnen. Außerhalb der Vereinigten Staaten drehte Sarno auch in Schweden, Dänemark und Deutschland. Er produzierte die meisten seiner Filme selbst und schrieb auch deren Drehbücher.
Am 10. April 1970 heiratete er die Schauspielerin Peggy Steffans (* 1938), die in mehreren seiner Filme zu sehen war und mit ihm die hauseigene Produktionsfirma leitete. Aus der Ehe ging der gemeinsame Sohn Matthew Sarno hervor, der unter anderem 2013 die Familienbiografie The Sarnos: A Life in Dirty Movies drehte.
Unter seinem Pseudonym Erik Anderson ist er als Regisseur seit 1990 in der Hall of Fame der X-Rated Critics Organization (XRCO) gelistet.

## Filmografie (Auswahl)
- 1961: Nude in Charcoal (Ko-Regie Philip A. Melillo)
- 1962: Lash of Lust
- 1963: Sin You Sinners (Ko-Regie Anthony Farrar)
- 1964: Sin in the Suburbs
- 1964: Warm Nights and Hot Pleasures
- 1965: Pandora and the Magic Box
- 1965: Flesh and Lace
- 1965: A-Peeling We Go-Go
- 1966: The Love Merchant
- 1966: Step Out of Your Mind
- 1966: Nackt für eine Nacht (Naked Fog)
- 1966: Grüne Witwen - billig zu haben (The Swap and How They Make It)
- 1966: Moonlighting Wives
- 1966: The Bed and How to Make It!
- 1966: Skin Deep in Love
- 1966: Red Roses of Passion
- 1967: Verdammt zur Lust (Scarf of Mist Thigh of Satin)
- 1967: The Sex Cycle
- 1967: Anything for Money
- 1967: Reitet das rosarote Pferdchen (Come Ride the Wild Pink Horse)
- 1967: Bed of Violence
- 1967: My Body Hungers
- 1967: Pornospiele mit Stock und Peitsche (The Love Rebellion)
- 1968: Vibrations
- 1968: Das Strandhaus (Deep Inside)
- 1968: Inga - Ich habe Lust (Jag - en oskuld)
- 1968: All the Sins of Sodom
- 1968: Mich will jeder (Kvinnolek)
- 1968: Die Liebesorgel (The Wall of Flesh)
- 1968: Odd Triangle
- 1968: Desire Under the Palms
- 1969: The Layout
- 1969: Verboten (Marcy)
- 1969: Die Liebesklinik (Karla)
- 1969: Passion in Hot Hollows
- 1969: The Indelicate Balance
- 1970: Katja - alle brauchen Liebe (Daddy, Darling)
- 1970: Horn-a-Plenty
- 1971: The Seduction of Inga
- 1971: The Young, Erotic Fanny Hill
- 1971: Siv, Anne & Sven
- 1972: Young Playthings
- 1973: Sleepy Head
- 1973: Der Fluch der schwarzen Schwestern (The Devil's Plaything)
- 1974: Deep Throat Part II
- 1974: A Touch of Genie
- 1974: Bibi - sündig und süß (Vild på sex)
- 1974: Familienorgie (Confessions of a Young American Housewife)
- 1974: The Switch or How to Alter Your Ego
- 1974: Every Afternoon
- 1975: Butterfly (Butterflies)
- 1975: Leslie Abigail - Ich will immer (Abigail Lesley Is Back in Town)
- 1975: Laura's Toys
- 1976: Slippery When Wet
- 1976: Misty
- 1976: The Honey Cup
- 1977: The Trouble with Young Stuff
- 1977: Hot Wives
- 1977: Inside Jennifer Welles
- 1977: Kärleksön
- 1978: All About Gloria Leonard (Ko-Regie Gloria Leonard)
- 1978: Fäbodjäntan
- 1979: Erotic Dynamite: Die Superscharfen (Tigresses and Other Man-eaters)
- 1980: Silky
- 1981: Deep Inside Annie Sprinkle (Ko-Regie Annie Sprinkle)
- 1981: Inside Seka (Ko-RegieSeka und Ken Yontz)
- 1983: Wolf Cubs
- 1984: Inside Little Oral Annie

und zahlreiche weitere Pornofilme bis 1990